# Atarba biproducta
Atarba biproducta är en tvåvingeart som beskrevs av Alexander 1966. Atarba biproducta ingår i släktet Atarba och familjen småharkrankar.
Artens utbredningsområde är Ecuador. Inga underarter finns listade i Catalogue of Life.